# NGC 2296
NGC 2296 je odrazna maglica  u zviježđu Velikom psu. 

## Vanjske poveznice
- SEDS: NGC 2296